# Canale di Portillo
Il canale di Portillo (Portillo Channel) si trova nell'Arcipelago di Alessandro (Arcipelago Alexander) nell'Alaska sud-orientale (Stati Uniti d'America).

## Etimologia
Il canale è stato nominato dall'esploratore spagnolo Francisco Antonio Mourelle (1750 - 1820) intorno al 22 maggio 1779, quando lo attraversò. Il nome onora probabilmente Jose de Portillo che poco dopo divenne ministro del Consiglio delle Indie in Spagna.

## Geografia
Il canale divide l'isola di Lulu (Lulu Island), a ovest, dall'isola di San Fernando (San Fernando Island), a est, e collega il canale di Ursua (Ursua Channel) con il golfo di Esquibel (Gulf of Esquibel) a nord.

### Isole del canale
Nel canale sono presenti le seguenti principali isole:
- Isola di Animas (Animas Island)[4] 55°32′18″N 133°27′31″W - L'isola, lunga circa 450 metri e con una elevazione di 11 metri, si trova all'entrata nord-est del canale.
- Isola di Caracol (Caracol Island)[5] 55°03′12″N 133°26′41″W - L'isola, lunga circa 500 metri, si trova al centro del canale.
- Isola di Arboles (Arboles Island)[6] 55°29′22″N 133°25′44″W - L'isola (uno scoglio) si trova al centro del canale.
- Isola di San Clemente (San Clemente Island)[7] 55°28′26″N 133°24′25″W - L'isola, lunga circa 480 metri e con una elevazione di 3 metri, si trova all'uscita sud del canale.

### Promontori del canale
Nel canale sono presenti i seguenti promontori:
- Da nord, lato dell'isola di Lulu (Lulu Island):
  - Promontorio di Santa Gertrudis (Point Santa Gertrudis)[8] 55°31′43″N 133°31′15″W - L'elevazione del promontorio è di 7 metri e si trova all'estremo nord dell'isola.
  - Promontorio di Delgada (Point Delgada)[9] 55°30′48″N 133°28′42″W - L'elevazione del promontorio è di 7 metri e si trova di fronte all'isola di Caracol (Caracol Island).
  - Promontorio di Saint Thomas (Point Saint Thomas)[10] 55°29′33″N 133°26′19″W - Il promontorio si trova di fronte all'isola di Arboles (Arboles Island).
  - Promontorio di Reef (Reef Point)[11] 55°27′46″N 133°25′37″W - Il promontorio, con una elevazione di 4 metri, si trova di fronte all'isola di San Clemente (San Clemente Island).
  - Promontorio di Arrecite (Arrecite Point)[12] 55°27′06″N 133°25′54″W - Il promontorio, con una elevazione di 6 metri, si trova di fronte all'isola di Arrecite (Arrecite Island).

- Da nord, lato dell'isola di San Fernando (San Fernando Island):
  - Promontorio di Animas (Point Animas)[13] 55°31′59″N 133°27′05″W - L'elevazione del promontorio, che si trova all'entrata settentrionale del canale di fronte all'isola di Animas, è di 25 metri.
  - Promontorio di Snail (Snail Point)[14] 55°31′14″N 133°26′55″W - L'elevazione del promontorio, che si trova sull'isola di Caracol (Caracol island), è di 4 metri.
  - Promontorio di Espada (Point Espada)[15] 55°28′28″N 133°24′37″W - L'elevazione del promontorio, che si trova sull'isola di San Clemente (San Clemente  island), è di 10 metri.
  - Promontorio di Sword (Sword Point)[16] 55°28′20″N 133°23′48″W - L'elevazione del promontorio, che si trova di fronte all'isola di San Clemente, è di 2 metri.
  - Promontorio di Amargura (Point Amargura)[17] 55°27′10″N 133°21′33″W - L'elevazione del promontorio, posto all'estremo sud dell'isola e che divide il canale di Ursua (Ursua Channel) dal canale di Portillo (Portillo Channel), è di 4 metri.